# James Jackson (ciclista)
James Stanley Jackson (8 de julho de 1908 — 22 de janeiro de 1977) foi um ciclista canadense. Ele representou o Canadá nos Jogos Olímpicos de Verão de 1932, em Los Angeles.